# Длиннорылая чёрная кошачья акула
Длиннорылая чёрная кошачья акула (Apristurus macrorhynchus) — один из видов рода чёрных кошачьих акул (Apristurus), семейство кошачьих акул (Scyliorhinidae).

## Ареал
Это малоизученный вид, обитающий на континентальных склонах Японии и Тайваня.

## Описание
Накайя и Сато в 1999 году разделили род Apristurus на три группы: longicephalus (2 вида), brunneus (20 видов) и spongiceps (10 видов). Apristurus macrorhynchus принадлежит к группе brunneus, для представителей которой характерны  следующие черты: короткая, широкая морда, от 13 до 22 спиральных кишечных клапанов, верхняя губная борозда существенно длиннее нижней борозды; прерывистый надглазничный сенсорный канал.

## Биология
Достигает длины 67,4 см. Рацион состоит из ракообразных, кальмаров и маленьких рыб. Размножается, откладывая яйца, заключённые в твёрдую капсулу. Размер капсулы 5—6,8 см в длину и 2,5—2,9 в ширину. На переднем конце капсулы имеются две волокнистые нити, на заднем конце также есть два маленьких отростка по углам. Вероятно, эти нити служат для прикрепления капсулы ко дну.

## Взаимодействие с человеком
Изредка попадает в качестве прилова в глубоководные сети. Данных для оценки состояния сохранности вида недостаточно.